# Regionalwahlen in Gambia 2002
Die Regionalwahlen 2002 (englisch 2002 Local Government Election) in dem westafrikanischen Staat Gambia fanden am 25. April 2002 statt.
Die Wahl wurde von der größten Oppositionspartei, der United Democratic Party (UDP), boykottiert.

## Wahl zu den Stadt-, Gemeinde- und Regionalräten
Die Regionalwahlen umfassten die Stadtratswahlen für das Banjul City Council, Gemeinderatswahlen für das Kanifing Municipal Council sowie die Wahlen zu den Regionalräten Basse Area Council, Brikama Area Council, Janjanbureh Area Council, Kerewan Area Council, Kuntaur Area Council und Mansakonko Area Council.

## Ergebnisse der Wahlen

### Banjul City Council
| Wahl zum Vorsteher des Banjul City Councils |        |                     |         |             |
|                                             | Partei | Kandidat            | Stimmen | Stimmanteil |
|                                             | Unabh. | Pa Sallah Jeng      | 4.028   | 52,88 %     |
|                                             | APRC   | Emmanuel Williams   | 3.589   | 47,12 %     |
|                                             |        | abgegebene Stimmen: | 7.617   |             |

Bei den Wahlen in der Banjul Administrative Area wurde der Stadtrat von Banjul, dem Banjul City Council, neu gewählt. Für dessen Vorsteher, dem Oberbürgermeister (englisch Lord Mayor of Banjul), wurden 7.617 Stimmen von 14.961 Stimmberechtigten abgegeben, eine Stimme war ungültig. Damit lag die Wahlbeteiligung bei 50,9 %. Gewählt wurde der parteilose Kandidat Pa Sallah Jeng.
Bei den Stadtratsmitgliedern aus acht Wahlkreisen gab es nur in einem Wahlkreis eine Wahl, sieben Kandidaten erlangten ohne Gegenkandidaten einen Sitz im Stadtrat. Alle acht Stadtratsmitglieder gehören der Alliance for Patriotic Reorientation and Construction (APRC) an, darunter Mam Sai Njie Sanneh.

### Kanifing Municipal Council
| Wahl zum Vorsteher des Kanifing Municipal Councils |        |                 |                 |                 |
|                                                    | Partei | Kandidat        | Stimmen         | Stimmanteil     |
|                                                    | APRC   | Abdoulie Conteh | ohne Konkurrenz | ohne Konkurrenz |

Bei den Wahlen in der Kanifing Administrative Area wurde der Gemeinderat von der Gemeinde Kanifing, dem Kanifing Municipal Council, neu gewählt. Für dessen Vorsteher, dem Oberbürgermeister (englisch Lord Mayor of Kanifing Municipal), wurde nur ein Kandidat aufgestellt. Damit wurde der Kandidat der Alliance for Patriotic Reorientation and Construction (APRC) Abdoulie Conteh Bürgermeister.
Bei den Gemeinderatsmitgliedern aus 17 Wahlkreisen gab es in neun Wahlkreisen eine Wahl, acht Kandidaten erlangten ohne Gegenkandidaten einen Sitz im Gemeinderat. Elf Gemeinderatsmitglieder gehören der Alliance for Patriotic Reorientation and Construction (APRC) an, die weiteren sechs waren parteilos.

### Brikama Area Council
| Wahl zum Vorsteher des Brikama Area Councils |        |                    |                 |                 |
|                                              | Partei | Kandidat           | Stimmen         | Stimmanteil     |
|                                              | APRC   | Ahmed Gibril Jassy | ohne Konkurrenz | ohne Konkurrenz |

Bei den Wahlen in der Brikama Administrative Area wurde der Regionalrat von der West Coast Region, dem Brikama Area Council, neu gewählt. Für dessen Vorsteher wurde nur ein Kandidat aufgestellt. Damit wurde der Kandidat der Alliance for Patriotic Reorientation and Construction (APRC) Ahmed Gibril Jassy Vorsteher des Rates.
Bei den Ratsmitgliedern aus 24 Wahlkreisen gab es in zwei Wahlkreisen eine Wahl, 22 Kandidaten erlangten ohne Gegenkandidaten einen Sitz im Regionalrat. 22 Ratsmitglieder gehören der Alliance for Patriotic Reorientation and Construction (APRC) an, die weiteren zwei waren parteilos.

### Kerewan Area Council
| Wahl zum Vorsteher des Kerewan Area Councils |        |              |                 |                 |
|                                              | Partei | Kandidat     | Stimmen         | Stimmanteil     |
|                                              | APRC   | Samba Gajigo | ohne Konkurrenz | ohne Konkurrenz |

Bei den Wahlen in der Kerewan Administrative Area wurde der Regionalrat von der North Bank Region, dem Kerewan Area Council, neu gewählt. Für dessen Vorsteher wurde nur ein Kandidat aufgestellt. Damit wurde der Kandidat der Alliance for Patriotic Reorientation and Construction (APRC) Samba Gajigo Vorsteher des Rates.
Bei den Ratsmitgliedern aus 16 Wahlkreisen gab es in zwei Wahlkreisen eine Wahl, 14 Kandidaten erlangten ohne Gegenkandidaten einen Sitz im Regionalrat. Alle 16 Ratsmitglieder gehören der Alliance for Patriotic Reorientation and Construction (APRC) an.

### Mansakonko Area Council
| Wahl zum Vorsteher des Mansakonko Area Councils |        |                    |                 |                 |
|                                                 | Partei | Kandidat           | Stimmen         | Stimmanteil     |
|                                                 | APRC   | Wally S. M. Sanneh | ohne Konkurrenz | ohne Konkurrenz |

Bei den Wahlen in der Mansakonko Administrative Area wurde der Regionalrat von der Lower River Region, dem Mansakonko Area Council, neu gewählt. Für dessen Vorsteher wurde nur ein Kandidat aufgestellt. Damit wurde der Kandidat der Alliance for Patriotic Reorientation and Construction (APRC) Wally S. M. Sanneh Vorsteher des Rates.
Bei den Ratsmitgliedern aus zwölf Wahlkreisen gab es in keinen der Wahlkreise eine Wahl, alle zwölf Kandidaten erlangten ohne Gegenkandidaten einen Sitz im Regionalrat. Alle zwölf Ratsmitglieder gehören der Alliance for Patriotic Reorientation and Construction (APRC) an.

### Janjanbureh Area Council
| Wahl zum Vorsteher des Janjanbureh Area Councils |        |                              |         |             |
|                                                  | Partei | Kandidat                     | Stimmen | Stimmanteil |
|                                                  | APRC   | M. F. S. Malang Saibo Camara | 12,292  | 70,00 %     |
|                                                  | NRP    | Kebba Yorro Manneh           | 5,269   | 30,00 %     |
|                                                  |        | abgegebene Stimmen:          | 17,561  |             |

Bei den Wahlen in der Janjanbureh Administrative Area wurde der Regionalrat von der Central River Region, dem Janjanbureh Area Council, neu gewählt. Für dessen Vorsteher wurden 17.563 Stimmen von 47.216 Stimmberechtigten abgegeben. Damit lag die Wahlbeteiligung bei 37,2 %. Gewählt wurde der Kandidat der Alliance for Patriotic Reorientation and Construction (APRC) M. F. S. Malang Saibo Camara.
Bei den Ratsmitgliedern aus zwölf Wahlkreisen gab es in fünf Wahlkreisen eine Wahl, sieben Kandidaten erlangten ohne Gegenkandidaten einen Sitz im Regionalrat. Neun Ratsmitglieder gehören der Alliance for Patriotic Reorientation and Construction (APRC) an, einer der National Reconciliation Party (NRP) und zwei Ratsmitglieder sind parteilos.

### Kuntaur Area Council
| Wahl zum Vorsteher des Kuntaur Area Councils |        |                     |         |             |
|                                              | Partei | Kandidat            | Stimmen | Stimmanteil |
|                                              | APRC   | Fafa Touray         | 9.118   | 50,20 %     |
|                                              | NRP    | Dullo Bah           | 9.044   | 49,80 %     |
|                                              |        | abgegebene Stimmen: | 18.162  |             |

Bei den Wahlen in der Kuntaur Administrative Area wurde der Regionalrat von der Central River Region, dem Kuntaur Area Council, neu gewählt. Für dessen Vorsteher wurden 18.163 Stimmen von 35.310 Stimmberechtigten abgegeben. Damit lag die Wahlbeteiligung bei 37,2 %. Gewählt wurde der Kandidat des Alliance for Patriotic Reorientation and Construction (APRC) Fafa Touray.
Bei den Ratsmitgliedern aus zehn Wahlkreisen gab es in acht Wahlkreisen eine Wahl, zwei Kandidaten erlangten ohne Gegenkandidaten einen Sitz im Regionalrat. Sieben Ratsmitglieder gehören der Alliance for Patriotic Reorientation and Construction (APRC) an, drei der National Reconciliation Party (NRP).

### Basse Area Council
| Wahl zum Vorsteher des Basse Area Councils |        |                     |         |             |
|                                            | Partei | Kandidat            | Stimmen | Stimmanteil |
|                                            | APRC   | Kanimang Sanneh     | 21,282  | 64,19 %     |
|                                            | Unabh. | Omar Ceesay         | 11,873  | 35,81 %     |
|                                            |        | abgegebene Stimmen: | 33,155  |             |

Bei den Wahlen in der Basse Administrative Area wurde der Regionalrat von der Upper River Region, dem Basse Area Council, neu gewählt. Für dessen Vorsteher wurden 33.155 Stimmen von 76.925 Stimmberechtigten abgegeben. Damit lag die Wahlbeteiligung bei 43,1 %. Gewählt wurde der Kandidat der Alliance for Patriotic Reorientation and Construction (APRC) Kanimang Sanneh.
Bei den Ratsmitgliedern aus 14 Wahlkreisen gab es in einen der Wahlkreise eine Wahl, 13 Kandidaten erlangten ohne Gegenkandidaten einen Sitz im Regionalrat. Alle 14 Ratsmitglieder gehören der Alliance for Patriotic Reorientation and Construction (APRC) an.